# Csungli
Csungli (中壢區, Zhōnglì Qū) város a Kínai Köztársaság (Tajvan) területén, Taojüan megyében (Taoyuan megyében). Lakossága 365 445 fő. A városban jelentős hakka lakosság él. A város területe 76.52 km². 2014. december 25-én, amikor Taojüan megye várossá lépett elő, Csungli kerületévé vált Taojüan városnak.

## Gazdaság
Csungli gyorsan fejlődő város köszönhetően Tajpej és a tenger közelségének. Számos kereskedelemmel foglalkozó cég tevékenykedik a városban.

## Közlekedés
A városközpontban található a vasútállomás, ahonnan az ország minden pontjába indulnak vonatok, valamint külön buszállomással rendelkezik. Csungliban található Taojüan megye (Taoyuan) nagysebességű vasúti (High Speed Rail) megállója is, amivel mindössze 20 perc alatt lehet eljutni Tajpejbe. A város mellett halad el az 1-es számú autópálya. A központtól néhány percre található a nemzetközi repülőtér.

## Oktatás
Csungliban összesen 7 egyetem és főiskola van, ebből hat privát, és egy állami intézmény (National Central University), valamint itt található a tajvani katonai akadémia.

## Népesség
A városban jelentős létszámú külföldi él, főként a Fülöp-szigetekről és Thaiföldről. Számottevő a hakka lakosság.